# Schlierbach (Haut-Rhin)
Schlierbach ist eine französische Gemeinde mit 1290 Einwohnern (Stand 1. Januar 2022) im Département Haut-Rhin in der Region Grand Est (bis 2015 Elsass). Sie gehört zum Arrondissement Mulhouse, zum Kanton Brunstatt-Didenheim und zum Gemeindeverband Saint-Louis Agglomération.

## Geografie
Die Gemeinde Schlierbach liegt im Sundgau, etwa zehn Kilometer südsüdwestlich von Mülhausen. Sie hat im Osten einen Anteil am flachen, im Rheintal liegenden Harthwald (Forêt de la Harth sud). Das Gemeindegebiet umfasst 11,8 Quadratkilometer. Der höchste Punkt liegt auf 346 m Höhe über dem Meeresspiegel, der tiefste auf 244 m.
Nachbargemeinden von Schlierbach sind Dietwiller im Norden, Kembs im Osten, Geispitzen und Kœtzingue im Süden, Steinbrunn-le-Bas im Südwesten sowie Landser im Westen.

## Geschichte
Spuren römischer Besiedlung bei der ehemaligen Römerstraße (dem Altsträßel). Der Ort wurde erstmals als Slierbach in einem Dokument vom 15. April 877 erwähnt, das im Kloster St. Gallen aufbewahrt wird. Slier dürfte Sumpf oder Schlamm bedeuten. Ursprünglich im Besitz des Klosters Murbach, ging der Ort an dessen Schirmvögte, die Habsburger, über. Von Kriegswirren blieb Schlierbach nicht verschont, beispielsweise zwischen 1445 (Überfall durch die Basler) und 1468 sowie im Jahr 1633, während des Dreißigjährigen Krieges.
1648 ging im Westfälischen Frieden der gesamte elsässische Besitz der Habsburger an die französische Krone, womit auch Schlierbach französisch wurde. Von 1871 bis zum Ende des Ersten Weltkrieges gehörte Schlierbach als Teil des Reichslandes Elsaß-Lothringen zum Deutschen Reich und war dem Kreis Mülhausen im Bezirk Oberelsaß zugeordnet.
1940 bekamen die Schlierbachois bzw. Schlierbacher den Zweiten Weltkrieg zu spüren und mussten evakuiert werden. Sie wurden in der Gemeinde Lauzun an der Garonne untergebracht. Nach der Befreiung am 20. November 1944 kehrten die Bewohner zurück.

### Bevölkerungsentwicklung
| Jahr      | 1910 | 1962 | 1968 | 1975 | 1982 | 1990 | 1999 | 2006 | 2017 |
| Einwohner | 598  | 527  | 545  | 613  | 705  | 801  | 930  | 1053 | 1227 |

## Sehenswürdigkeiten

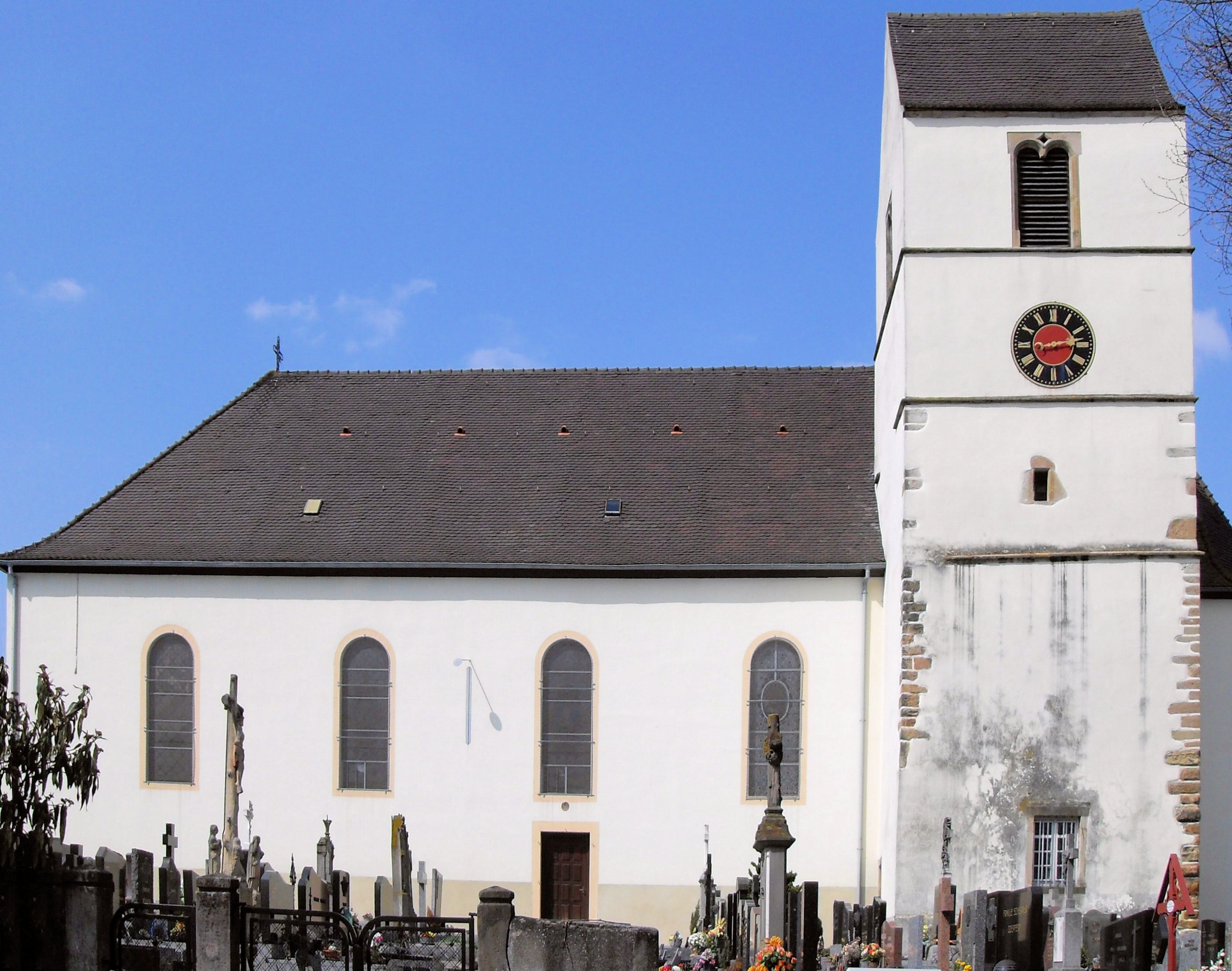
Kirche St. Leodegar

Eine frühe Kirche in Schlierbach war dem Heiligen Leodegar geweiht, die Pfarrei gehörte zur Fürstabtei Murbach und wurde zwischen 1443 und der Französischen Revolution von Lützel aus verwaltet. Von der mittelalterlichen Kirche ist nur das Erdgeschoss des Chorturms (wohl 13. Jahrhundert) erhalten. Dessen Gewölbe ist aber erst späteren Datums. Die Obergeschosse vielleicht von 1570 (schwer leserliches Datum an einem Fenster). 1790 wurden zwei – nicht verwirklichte - Neubaupläne vorgelegt, einer davon von dem berühmten frühklassizistischen Architekten Pierre Michel d’Ixnard. Ein neues Schiff und ein neuer Chor konnten 1823 geweiht werden. Den Hauptaltar mit zwei Barockstatuen der Heiligen Peter und Paul ziert ein Gemälde von François Joseph Bulffer (1787–1864), das den Heiligen Leodegar darstellt. Die Stiehr-Orgel stammt aus dem Jahr 1863.
An dem 1724 von der Zisterzienserabtei Lützel erbauten barocken Pfarrhaus erinnert das Wappen über dem Eingang an den Bauherrn, Abt Delfis. Im gewölbten Keller wurden die dem Kloster zustehenden Abgaben gelagert.

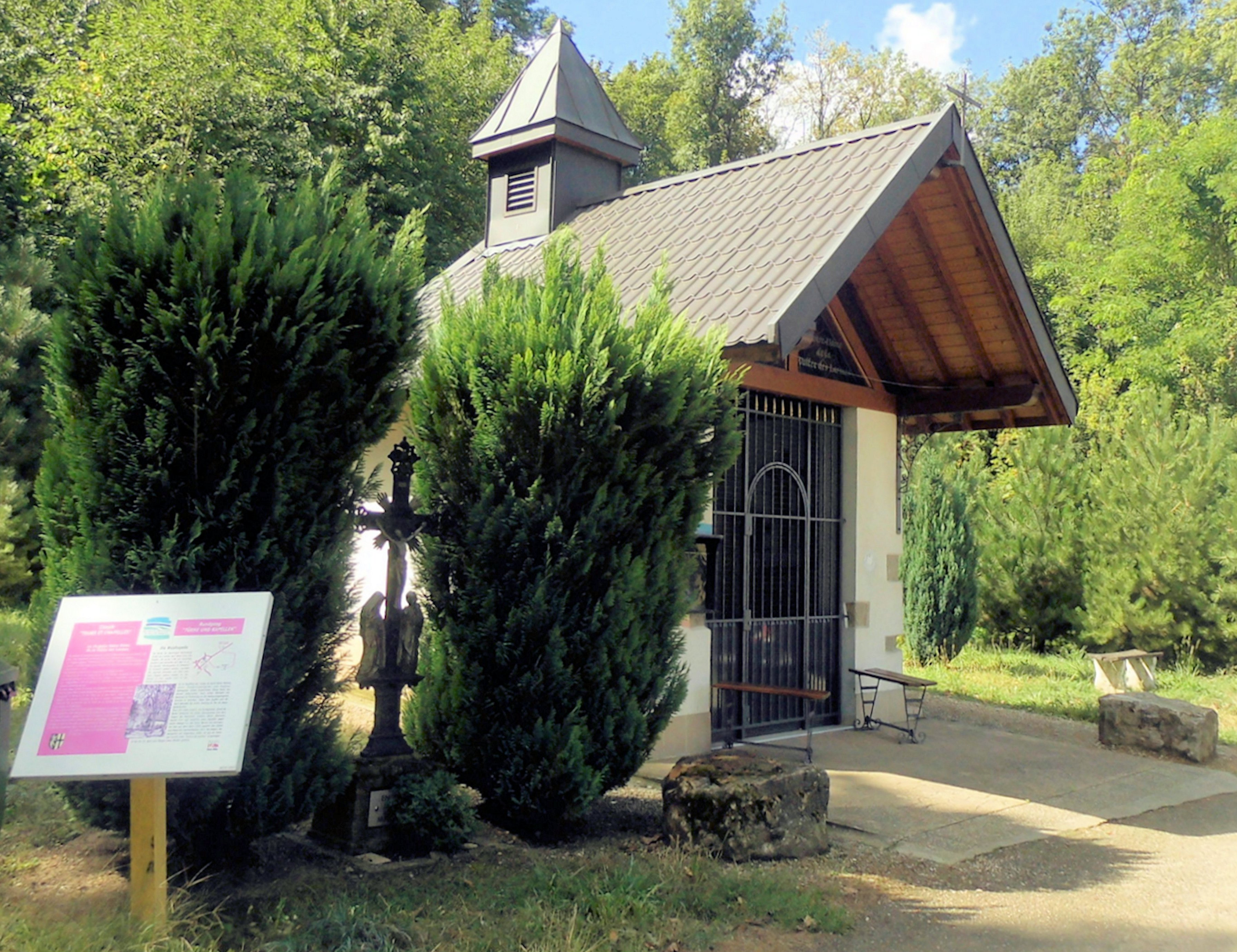
Kapelle Muttergottes im Tränental

Die Waldkapelle Muttergottes im Tränental (Chapelle Notre-Dame de la Vallée des Larmes) entstand am Rande der ehemaligen Straße von Landser nach Basel auf dem Gelände einer verlassenen Ziegelei, die erstmals 1766 erwähnt wurde. Die Kapelle verfiel allmählich. 1937 wurde die Marienstatue aus der Kapelle in die Schlierbacher Kirche überführt. Die nach dem Zweiten Weltkrieg stark baufällig gewordene Kapelle wurde von Xavier Wintzer, einem Schlierbacher Zwangseingezogenen und Gulag-Insassen wieder hergerichtet. Er versprach damals, ein Denkmal zur Erinnerung an die Zwangsrekrutierten Elsässer zu errichten. Jedes Jahr am ersten Sonntag im Mai treffen sich hier die noch lebenden Zwangseingezogenen.
Beachtenswerter Bestand an Fachwerkbauten und einigen steinernen Häusern. An der Rue de Landser eine ganze Anzahl gut erhaltener ein- bzw. anderthalbstöckige Fachwerkhäuser. Dazwischen, eine Seltenheit im Sundgau, Nr. 8 ein steinernes Haus mit den vor dem Dreißigjährigen Krieg üblichen mehrteiligen spätgotischen Fenstern und massigen Eckquadern. Um 1600. - Unmittelbar daneben ein langgestreckter Fachwerkbau, ein Kniestockhaus. Ein weiteres steinernes Haus in der Rue de la Croix Nr. 9 von 1581 mit späteren Veränderungen. Das Haus in der Rue de la Croix Nr. 14 in der altertümlicheren Ständerbauweise. Rue de Dietwiller Nr. 1 in Stockwerkbauweise mit völlig asymmetrischem Fachwerk der Giebelseite und vielen z. T. zu einem Rautenmuster kombinierten Andreaskreuzen. An dem mit einer Inschrift versehenen Erdgeschossrähm mit 1708 datiert. Traufseitige Laube.